# Iglesia de Santa María (Villena)
La iglesia de Santa María es un templo católico situado en Villena, provincia de Alicante (España).

## Historia y tipología
La iglesia de Santa María de se levantó sobre una antigua mezquita musulmana en el siglo XVI para convertirse en la iglesia de Santa María o del Rabal. Originalmente se realizó en estilo gótico valenciano. Tiene una sola nave, que parece convertirse en tres al perforarse los contrafuertes interiores. Su cabecera poligonal no posee girola, y sus bóvedas de crucería descargan en pilares con semicolumnas adosadas que llevan grabados relieves renacentistas.
El Renacimiento también se puede observar en una puerta interior que da a la sacristía, siendo un elemento más de este estilo que está representado en el monumento y la ciudad. La fachada está enmarcada por un pórtico barroco, mientras que la torre, exenta en dos terceras partes de su perímetro, se equipara a la de Santiago. Una de sus campanas, la llamada Campanica de la Virgen, procede de la antigua Torre del Orejón.
Que la iglesia estaba extramuros y todavía en obras en 1575 se confirma por este fragmento de la Relación enviada a Felipe II por el Concejo de Villena, en que además se da relación de las capillas existentes, en una de las cuales está enterrada Catalina Ruiz de Alarcón, importante mecenas del templo:

Ay dos iglesias parrochales, la una so invocaçion del señor Sanctiago, dentro de lo çercado de la çiudad, y la otra so invocaçion de nuestra señora Sancta Maria, en el arraval de la dicha çiudad. [...] en el enterramiento de la capilla mayor esta la dicha doña Catalina Ruyz de Alarcon, que doto dicha yglesia e capilla de las dichas seys capellanias [...]. Esta yglesia se va obrando y edificando, y en la obra que esta fecha, entre los dichos estribos de dicha yglesia, a la parte del Evangelio, ay una capilla so ynvocaçion de Sancta Catalana, e otra, so ynvocaçion de la Transfiguraçion de Nuestro Señor Jesucristo. Y a la parte de la Epistola, la una capilla so ynvocaçion de San Joachin e Sancta Anna, y la otra, so ynvocaçion de señor San Pedro.

El templo fue incendiado durante la Guerra Civil y desapareció el presbiterio, que fue reconstruido en 1948 simulando una  bóveda de crucería.